# Jillian Hall
Jillian Faye Fletcher (6 de setembre del 1980), és una lluitadora professional nord-americana que va treballar a la World Wrestling Entertainment, sota el nom de Jillian Hall. Actualment treballa com a entrenadora de les dives de la Florida Championship Wrestling.
Durant la seva carrera a la WWE destaca un Campionat de Dives.
Abans de treballar a la WWE va lluitar en circuits independents sota el nom de The Bombshell Macaela Mercedes.

## World Wrestling Entertainment

### 2005
va debut el 28 de juliol de 2005 en el programa de SmackDown amb un paper de relacions públiques per al grup MNM (John Morrison, Melina i Joey Mercury). El seu primer enfrontament va ser contra Stacy Kleiber, amb qui es va enfrontar diverses vegades.
Es va unir a JBL com la seva assessora d'imatge; va tenir un paper important durant el feu entre JBL i The Boogeyman.

### 2006
L'abril de 2006 JBL la va acomiadar de la seva feina d'assessora després que ella li donés un cop per accident amb la porta d'una gàbia. Després d'això va realitzar un face turn i va començar un enfrontament amb Melina, a qui va derrotar en un Six Man Tag Team Match entre MNM contra Jillian, Paul London & Brian Kendrick. En el Judgment Day 2006 va derrotar a Melina.
Durant un temps es va unir a Ashley Massaro per enfrontar-se a Michelle McCool i Kristal. Va participar en un Fatal 4-Way en el The Great American Bash, però va aconseguir guanyar.

### 2007
El febrer de 2007 va realitzar un heel turn i va començar un enfrontament amb Ashley Massaro, perquè aquesta última havia sigut portada de la revista PlayBoy. Durant aquest feu va intentar demostrar que posseïa un gran talent com a cantant, però només va aconseguir burles del públic. Posteriorment va intentar ser seleccionada per al videoclip que estava preparant el grup musical Timbaland, però les escollides van ser Broke, Layla, Torrie Wilson, Kelly kelly, Maryse i Ashley. Va atacar a Ashley fins a lesionar-la (kayface), degut a això va tenir un enfrontament amb Michelle McCool, qui va acudir a ajudar a Ashley.

### 2008
El 17 de juny de 2007 va ser moguda a Raw pel Draft suplementari. Va debutar fent equip amb Melina contra Candice Michelle i Mickie James. En el Survivor Series el seu equip va sortir derrotat.
En el 15 Aniversari de Raw va cantar espantosament al ring fins que va ser interrompuda per l'ex lluitadora Trish Stratus, de qui es va riure i va demanar que entrés l'eterna rival de Trish, la també ex lluitadora Lita, però ambdues van atacar a Jillian, demostrant que ja no hi havia rivalitat entre elles.
En el PPV Backlash junt amb Beth Phoenix, Victoria, Natalya, Melina i Layla van derrotar a Mickie James, Kelly kelly, Michelle McCool, Ashley, Cherry i Maria.
En el Survivor Series el seu equip va guanyar l'equip de dives de SmackDown en un elimination match, ella fou eliminada per Maria.

### 2009
Va participar en la Miss WrestleMania 25 Batlle Royal, però no va aconseguir guanyar. El 12 d'octubre a Raw va guanyar el Campionat de Dives al derrotar a Mickie James, però el va perdre uns minuts després enfront a Melina, convertint-se en el regnat més curt de la història del Campionat de dives. Una setmana després va tenir la revenja, però no va aconseguir recuperar el campionat.
En el Survivor Series el seu equip va sortir derrotat pel Team James (Mickie James, Kelly kelly, Gail Kim, Eve Torres i Melina).

### 2010
Va participar en un torneig per coronar a la nova Campiona de Dives, ja que el campionat havia quedat vacant, però no va aconseguir guanyar. Posteriorment va començar un enfrontament amb les Bella Twins, lluitant contra elles a diverses edicions de Superstars.
El 15 d'agost va perdre contra Melina en una lluita titular. El 19 de novembre va ser acomiada de la WWE passant a treballar exclusivament a la Florida Championship Wrestling on és entrenadora de les dives en desenvolupament.

## En lluita
- Moviments finlas
  - Sitout facebuster - 2007-2010
  - Full Nelson bulldog - 2006-2007
  - Diving moonsault - 1998-2003
  - Missile dropkick
  - 450° splash

- Moviments de firma
  - Crash Test Splash
  - Fender Bender
  - Spinning scoop slam
  - Handspring
  - Single leg Boston crab
  - Pendulum backbreaker
  - Turnbuckles thrusts
  - Samoan drop
  - Diving crossbody
  - Rolling neck snap
  - Mat backbreaker
  - Sidewalk slam
  - Dropkick

- Lluitadors dirigits
  - Chad & Tank Toland
  - John "Bradshaw" Layfield
  - MNM (Joey Mercury & Johnny Nitro & Melina)
  - Ashley Massaro

- Managers
  - Chavo Guerrero

## Campionats i Triomfs
- Blue Water Championship Wrestling
  - BWCW Women's Championship (1)

- Canadian International Wrestling
  - CIW Indy Women's Championship (1)

- Frontier Elite Wrestling
  - Frontier Elite Wrestling Women's Championship (1)

- G.L.O.R.Y.
  - GLORY Championship (1)

- Hoosier Pro Wrestling
  - HPW Cruiserweight Championship (1)
  - HPW Ladies' Championship (1)

- Mid-States Championship Wrestling
  - MCW Mid-American Championship (1)

- Professional Girl Wrestling Association
  - PGWA Championship (1)

- Southern States Wrestling
  - SSW Women's Championship (1)

- Superstar Wrestling Federation
  - SWF Women's Championship (1)
  - SWF Tag-Team Championship (2) - amb Randy "the King" Allen (1), i Pyro (1)

- World Wrestling Entertainment
  - WWE Divas Championship (1)

- Pro Wrestling Illustrated
  - Situada en el Nº34 en el PWI Female 50 de 2008.
  - Situada en el N°28 en el PWI Female 50 de 2009.
  - Situada en el Nº24 en el PWI Female 50 de 2010